# Reneé Roxana Darín
Reneé Roxana Darín, auch als Roxana Darín bekannt (geboren am 28. Januar 1931 in Buenos Aires, Argentinien; gestorben am 13. September 2018 ebenda), war eine argentinische Filmschauspielerin und Drehbuchautorin. 

## Leben

### Karriere
Zum Beginn ihrer Karriere arbeitete sie zuerst für das Radio El Mundo, später dann abwechselnd für das Radio Mar del Plata und Radio del Pueblo. Später war sie auch beim Radio Belgrano beschäftigt. Ihr Debüt gab sie 1954 im Film Detective.

### Privates
1954 lernte sie Ricardo Darín kennen, den sie ein Jahr später heiratete. 1957 kam ihr Sohn Ricardo zur Welt, der einer der bekanntesten argentinischen Schauspieler wurde; fünf Jahre später wurde ihre Tochter Alejandra geboren. Beide Kinder folgten ihrer Berufswahl und sind Schauspieler. Die Ehe wurde 1969 geschieden. Ab spätestens 2015 verschlechterte sich ihr Gesundheitszustand zunehmend und sie wurde von ihren Kindern gepflegt. Die Asociación Argentina de Actores y Actrices, die von ihrer Tochter geleitet wird, bat die Öffentlichkeit darum Blut zu spenden. Sie verstarb am 13. September 2018.

## Filmografie (Auswahl)
- 2004: Chiche bombón
- 2012: El Tabarís, lleno de estrellas (Fernsehfilm)

Quelle